# Waksewo
Waksewo (bułg. Ваксево) – wieś w Bułgarii, w obwodzie Kiustendił, w gminie Newestino. Według danych szacunkowych Ujednoliconego Systemu Ewidencji Ludności oraz Usług Administracyjnych dla Ludności, 15 czerwca 2020 roku miejscowość liczyła 399 mieszkańców.

## Osoby związane z miejscowością
- Iwan Popwasilew (1923) – bułgarski lekarz